# ゼンゴー
ゼンゴー（1978年5月16日（47歳）- ）は、フリーの日本のものまねタレント。本名、後 善一（うしろ よしかず）。和歌山県和歌山市出身。主にモト冬樹、長谷川雅紀（錦鯉）のものまねタレントとして活動している。

## 経歴
- 2004年、スクールJCAに13期生として入学[1]。卒業後はフラットファイヴへの所属を経て、グレープカンパニーにて活動。
- 上記の影響から、芸人として人としてサンドウィッチマンを尊敬している。
- ふじきイェイ!イェイ!のすすめで墓参り（先祖供養）し、その後すぐにテレビ出演が決まったことから、ふじきのブログからもゼンゴーは、運とお墓参り担当と書かれている。
- 後輩に相談されると、お墓参りを進めている営業と墓参りが重なり墓参りを選び相方を1人で営業にいかせたが、それ以降営業を優先にしている。
- 2012年ものまねグランプリ30秒コーナーで見事30秒披露し、ものまね四天王コロッケに誉めて貰ったことがきっかけで、ものまね芸人に転向するキッカケとなった。尊敬しているサンドウィッチマンから離れるのが嫌でかなり葛藤したらしいが、サンドウィッチマンがものまねで頑張れと背中を押してくれたとしている。
- 2013年1月、グレープカンパニーを退社。同年2月から、ものまね芸人に専念するからとキンタロー。の彼氏河口こうへいの家に住むようになる。
- 当初はカツラを使っていたが、オーダーメイドで夏に発注し完成した秋には肌とカツラの肌の色が違いすぎてバカにされてしまった事がある。後にツートン青木から（地毛を）剃った方がいいと言われた影響から頭の半分を剃るようになり、現在は着用していない。
- ふじきイェイ!イェイ!と「ビジーツー」というものまねユニットを組んでおり、グッチ裕三とモト冬樹から公認を貰っている[2][3]。
- 営業では「もっとふゆき」という名前で活動している。
- 「ニセマスケイジ」としてニコラス・ケイジのものまねも行っている。
- 2012年10月から都内ショーレストランそっくり館キサラ、小岩ヒットパレードなどで活動中。
- 2019年6月、YouTubeチャンネルを開設した。
- 2021年から、長谷川雅紀（錦鯉）のものまね芸を行っている。

## 出演
- ものまねグランプリ（日本テレビ）
- 森田一義アワー 笑っていいとも! (フジテレビ)
- Hey! Say! JUMP (テレビ東京)
- ものさし屋 (フジテレビ)
- 銭形金太郎 (テレビ朝日)
- 人生が変わる1分間の深イイ話 (日本テレビ)
- コロッケ千夜一夜（BS日テレ）
- スッキリ!!（日本テレビ）
- ぴったり にちようチャップリン（テレビ東京）
- ザ・細かすぎて伝わらないモノマネ(フジテレビ)
- ものまねランキング(テレビ東京)
- ロンドンハーツ(テレビ朝日)
- 集まれ!キャラクター麻雀(テレビ朝日)
- ホリプレゼンツ求人任三郎(千葉テレビ)
- サンドのぼんやり～ぬTV(tbc東北放送)